# ويليام إتش بيرس
ويليام إتش بيرس (بالإنجليزية: William H. Pierce)‏ هو شخصية أعمال أمريكي، ولد في 28 ديسمبر 1859، وتوفي في 1939.